# Ручей (Владимирская область)
Руче́й — деревня в Ковровском районе Владимирской области России, административный центр Малыгинского сельского поселения.

## География
Деревня расположена в 6,5 км на северо-запад от Коврова.

## История
До революции в составе Малышевской волости Ковровского уезда. В 1859 году в деревне числился 51 двор, в 1905 году — 83 двора, в 1926 году — 91 хозяйство.
С 1929 года деревня в составе Малышевского сельсовета Ковровского района, с 1972 года — центр Ручьевского сельсовета, с 2005 года — центр Малыгинского сельского поселения.
В 1974 году с деревней Ручей объединена деревня Федулово.

## Население
| 1859 | 1905 | 1926 | 2002 | 2010  | 2021  |
| ---- | ---- | ---- | ---- | ----- | ----- |
| 396  | ↗472 | ↗517 | ↗999 | ↗1046 | ↗1155 |

## Инфраструктура
В деревне находятся средняя школа, детский сад, клуб, отделение почтовой связи, агрофирма «Заречье», ООО «Арго» (производство пленки и упаковочных материалов), деревообрабатывающее предприятие, производство межкомнатных дверей, улица Строителей — самая известная улица в Ковровском районе.